# 诺曼·布劳格
诺曼·布劳格（Norman Ernest Borlaug，1914年3月25日—2009年9月12日），美国生物学家、人道主义者、诺贝尔和平奖得主。被称为绿色革命之父。曾获美国的总统自由勋章、国会金质奖章和印度的莲花赐勋章。

## 生平
1937年在明尼苏达大学拿到植物病理学和遗传学博士学位。后在墨西哥进行农业科学研究，培育出20多种矮秆高产抗病小麦品种。 20世纪中叶，他致力于在墨西哥、巴基斯坦、印度等地推广高产小麦和现代农业生产技术。 1963年墨西哥成为小麦净出口国，1965-1970年，巴基斯坦和印度小麦产量增加了一倍，被称为“绿色革命”，十億人因此免于饥饿。他于1970年获得诺贝尔和平奖，之后他继续在亚洲和非洲推广绿色革命。 2009年9月12日去世，享年95岁。